# ديون-كورتيس هنري
ديون-كورتيس هنري (بالإنجليزية: Dion-Curtis Henry)‏ هو لاعب كرة قدم بريطاني في مركز حراسة المرمى، ولد في 12 سبتمبر 1997 في إبسوتش في المملكة المتحدة. لعب مع نادي بيتربورو يونايتد.

## وصلات خارجية
- ديون-كورتيس هنري على موقع Soccerbase.com (لاعب) (الإنجليزية)
- ديون-كورتيس هنري على موقع Soccerway.com (الإنجليزية)